# Warwariwka (rejon sławucki)
Warwariwka – wieś na Ukrainie, w obwodzie chmielnickim, w rejonie sławuckim.
Pod rozbiorami siedziba gminy Warwarowka w powiecie zasławskim guberni wołyńskiej. Pod koniec XIX wieku gmina została zlikwidowana i jej obszar przejęła gmina Sławuta.